# Autoroute 13 (Québec)
Pour les articles homonymes, voir Autoroute 13.
L'autoroute 13 (A-13) est une autoroute interurbaine québécoise desservant la région métropolitaine de Montréal et est également appelée autoroute Chomedey. Elle est située entre l'A-20, à Montréal et l'A-640 sur la Rive-Nord, qu'elle rencontre près de Boisbriand.
À l'origine, l'autoroute a été construite pour relier les aéroports Montréal-Trudeau et Montréal-Mirabel. Depuis que ce dernier n'effectue plus de vols avec passagers, ce n'est plus une priorité pour le gouvernement du Québec de prolonger l'A-13 vers le nord jusqu'à l'A-50.

## Historique
L'A-13 a été mise en service en 1975 et, elle était une autoroute payante jusqu'à l'abolition des péages au milieu des années 1980. L'A-13 n'a pas vraiment de route équivalente, mais la R-117 est quelques kilomètres à l'est de celle-ci ainsi que la R-148 (pour la portion Laval–Rive-Nord), qui se trouve à quelques kilomètres à l'ouest de celle-ci.
La section la plus utilisée l'autoroute Chomedey est le pont Louis-Bisson, reliant l'île de Montréal à l'Île Jésus, avec un débit journalier moyen annuel (DJMA) de 155 000 véhicules.
Le tunnel Dorval, qui fait partie de l'autoroute à proximité de l'Aéroport international Montréal-Trudeau, est inondé lors des fortes précipitations causées par l'ouragan Debby. Le système de pompage d'eau du tunnel est endommagé, causant une fermeture de plusieurs jours.

## Liste des sorties
| MRC                                       | Municipalité             | km          | Sortie                                  | Destinations                                                                                         | Notes                                                         |
| ----------------------------------------- | ------------------------ | ----------- | --------------------------------------- | --- | ------------------------------------------------------------- |
| Montréal                                  | Montréal (Lachine)       | 0,00        | 1                                       | A-20 (Autoroute du Souvenir) / 32e Avenue – Montréal (Centre-ville), Aéroport P.-E.-Trudeau, Toronto | Sortie 60 de l'A-20                                           |
| Montréal                                  | Montréal (Lachine)       | 1,70        | 2                                       | Rue Hickmore / Rue Louis-A.-Amos                                                                     |                                                               |
| Montréal                                  | Montréal–Dorval          | 3,20        | 3                                       | A-520 (Autoroute de la Côte-de-Liesse) – Aéroport P.-E.-Trudeau                                      | Indiqué sortie 3E (est) et 3O (ouest); sortie 4 de l'A-520    |
| Montréal                                  | Montréal–Dorval          | 3,80        | Tunnel sous l'Aéroport Montréal-Trudeau | Tunnel sous l'Aéroport Montréal-Trudeau                                                              | Tunnel sous l'Aéroport Montréal-Trudeau                       |
| Montréal                                  | Montréal (Saint-Laurent) | 6,10        | 6                                       | A-40 – Ottawa, Gatineau, Québec                                                                      | Sortie 60 de l'A-40                                           |
| Montréal                                  | Montréal (Saint-Laurent) | 7,50        | 8                                       | Boulevard Henri-Bourassa / Boulevard Gouin                                                           |                                                               |
| Rivière des Prairies                      | Rivière des Prairies     | 9,10        | Pont Louis-Bisson                       | Pont Louis-Bisson                                                                                    | Pont Louis-Bisson                                             |
| Laval                                     | Laval                    | 10,10       | 12                                      | Boulevard Samson / Boulevard Notre-Dame / Boulevard Saint-Martin                                     | Sortie direction nord                                         |
| Laval                                     | Laval                    | 13,30       | 12                                      | Boulevard Samson / Boulevard Notre-Dame                                                              | Sortie direction sud                                          |
| Laval                                     | Laval                    | 14,00 16,50 | 15                                      | A-440 (Autoroute Jean-Noël-Lavoie) vers R-148 (Avenue des Bois)                                      | Sortie 17 de l'A-440                                          |
| Laval                                     | Laval                    | 14,00 16,50 | 15                                      | Boulevard Dagenais                                                                                   | Sortie direction nord                                         |
| Laval                                     | Laval                    | 14,00 16,50 | 15                                      | Boulevard Saint-Martin                                                                               | Sortie direction sud                                          |
| Laval                                     | Laval                    | 16,80       | 17                                      | Boulevard Sainte-Rose                                                                                | Sortie direction nord                                         |
| Laval                                     | Laval                    | 18,40       | 17                                      | Boulevard Dagenais / Boulevard Sainte-Rose                                                           | Sortie direction sud                                          |
| Rivière des Mille Îles                    | Rivière des Mille Îles   | 18,60       | Pont Vachon                             | Pont Vachon                                                                                          | Pont Vachon                                                   |
| Thérèse-De Blainville                     | Boisbriand               | 20,20       | 20                                      | R-344 (Chemin de la Grande-Côte) – Boisbriand, Saint-Eustache                                        |                                                               |
| Thérèse-De Blainville                     | Boisbriand               | 21,90       | 22                                      | A-640 – Repentigny, Saint-Eustache, Oka                                                              | Indiqué sortie 22E (est) et 22O (ouest); sortie 16 de l'A-640 |
| - Terminus de multiplex - Accès incomplet |                          |             |                                         | |                                                               |

## Agrandissement
En 2015, le projet d'agrandissement vers l'autoroute 50 refait surface, le ministère des transports évoque deux scénarios :

### Scénario 1
Agrandir l'autoroute jusqu'à l'autoroute 50 sur le modèle d'une autoroute à deux voies par direction avec trois sorties:
- Chemin de la Rivière Cachée
- Chemin de la Côte Nord
- Rue Saint-Jacques

### Scénario 2
Une autoroute à deux voies par direction donc majoritairement avec des feux de circulation:
- La sortie pour le chemin de la Rivière Cachée sera construit comme une sortie d'autoroute conventionnelle.
- Le reste des sorties (chemin de la Côte Sud, chemin de la Côte Nord & rue Saint-Jacques) seront bâtis en intersection gérée par des feux de circulation.

## Cafouillage de l'autoroute 13
Cet événement s'est produit dans la nuit du 14 au 15 mars 2017 lors de la tempête de neige de la mi-mars à Montréal où 300 voitures sont restées coincées dans la neige, la plupart pendant toute la nuit.

### Chronologie
- Mardi, 21h40: Congestion sur trois bretelles de la sortie 3 (A-13/A-520);
- 23h50: Fermeture d'une portion de l'autoroute 13 sud à cause des mauvaises conditions;
- Mercredi 00h00: Premier appel conférence entre Montréal et Québec;
- 1h30: Second appel conférence;
- 2h: La Sûreté du Québec (SQ) contacte le Centre Intégré de la Gestion de la Circulation du Québec (CIGC) afin de porter secours aux automobilistes;
- 3h15: Le ministère de la Sécurité publique du Québec ordonne au CIGC de déployer des autobus sur les lieux;
- 3h43: La SQ contacte le Service des Incendies de Montréal (SIM) pour demander de l'aide;
- 4h07: La fermeture de l'autoroute 13 sud est prolongée jusqu'à la sortie 6 (A-13/A-40);
- 4h29: Permission de la SQ pour envoyer deux véhicules du SIM sur les lieux;
- 5h08: Arrivée du SIM et de son autobus contenant bouteilles d'eau, couvertures et toilettes portatives;
- 5h24: Un centre d'hébergement est ouvert;
- 11h54: Réouverture de l'autoroute 13 sud.

### Causes
De nombreux médias rapportent "un manque de communication", l'administration de la ville de Montréal, dont le maire Denis Coderre, et le ministère des Transports du Québec ont chacun leur version sur la situation.
Denis Coderre accuse également le ministère des Transports de ne l'avoir aucunement informé qu'il y avait des citoyens bloqués sur l'autoroute 13.
Le déneigement ne serait pas en cause, les premiers véhicules du sous-traitant seraient arrivés vers minuit pour nettoyer les bretelles de la sortie 3. Ce qui a permis l'évacuation des premiers véhicules. Toutefois, à 01h00, le nettoyage n'était pas terminé.